# Großer Ronneberg–Bielstein
Koordinaten: 51° 33′ 32″ N, 10° 54′ 26″ O
Der Großer Ronneberg–Bielstein ist ein Naturschutzgebiet in der Gemeinde Südharz im Landkreis Mansfeld-Südharz in Sachsen-Anhalt.
Das Naturschutzgebiet mit dem Kennzeichen NSG 0137 ist rund 230 Hektar groß. Es ist Bestandteil des FFH-Gebietes und EU-Vogelschutzgebietes „Buchenwälder um Stolberg“ und von den Landschaftsschutzgebieten „Harz und Vorländer“ und „Südharz“ umgeben. Das Gebiet steht seit 1993 unter Schutz (Datum der Verordnung: 21 April 1993). Zuständige untere Naturschutzbehörde ist der Landkreis Mansfeld-Südharz.
Das Naturschutzgebiet liegt nordöstlich von Nordhausen am Rand des Biosphärenreservats Karstlandschaft Südharz und des Naturparks Harz/Sachsen-Anhalt. Es stellt naturnahe Waldbestände auf dem Großen Ronnenberg, dem Steiger und dem Großen Bielstein und darin eingebettete, artenreiche Mittelgebirgswiesen sowie das zwischen Großem Ronnenberg und Großem Bielstein verlaufende Wolfstal, durch das der Wolfsbach verläuft, unter Schutz. 
Die Wälder im Naturschutzgebiet werden überwiegend von mesophilen Waldmeister-Rotbuchenwäldern und Bergahorn-Eschen-Schluchtwäldern geprägt. Die Buchenwälder werden von Waldgerste und Perlgräsern begleitet. Die relativ artenreiche Krautschicht wird im Frühjahr vom Hohlen Lerchensporn geprägt. Kleinflächig ist Hainsimsen-Rotbuchenwald ausgebildet. Die Schluchtwälder stocken im Wolfstal. Hier sind in der Krautschicht u. a. Echter Seidelbast und Ausdauerndes Silberblatt zu finden.
Die Gebirgswiesen sind als Honiggras-Rotschwingel-Wiesen mit Dreizahn, Kleinem Wiesenknopf und Akelei ausgebildet. Sie werden zur Pflege gemäht. Feuchte Staudenfluren werden von Echtem Mädesüß beherrscht.
Die Wälder sind Lebensraum verschiedener Vogelarten, darunter Hohltaube, Erlenzeisig, Sommer- und Wintergoldhähnchen. Weiterhin bieten sie vom Aussterben bedrohten Insektenarten Lebensraum, darunter Goldener Scheckenfalter und Hirschkäfer. Auch Wildkatze und Feuersalamander sind hier heimisch.